# Kantábria zászlaja

Kantábria zászlaja

A kantábriai önállósági mozgalom zászlója

Kantábria zászlaja két vízszintes sávból áll, amelyek fehér és vörös színűek, középen a címerrel. A zászlót 1982 óta használják. Oldalainak aránya 2:3. A címer egy vízszintes osztott pajzs, felső része kék, egy vitorlással és egy várral, alsó része pedig vörös, egy díszes aranyszínű tálat ábrázolva.